# Домашня мережа

Приклад простої домашньої мережі

Домашня мережа (скорочено ДМ) — різновид локальної обчислювальної мережі, дозволяє користувачам кількох комп'ютерів обмінюватися даними, грати в мережеві ігри і виходити в Інтернет, прокладена в межах однієї будівлі (зазвичай житлової) або об'єднує кілька сусідніх будівель.

## Технологія
Традиційно будинкові мережі використовують різні типи Ethernet. Є тенденція щодо впровадження Wi-Fi.
Крім самої мережі, ДМ зазвичай включають в себе сервери.

## Класифікація

### Квартирна мережа
Мережа, прокладена всередині однієї квартири, як правило належить одній людині і ним же підтримувана. У випадку використання Ethernet має один комутатор або не має його зовсім, у разі Wi-Fi заснована на одній точці доступу. Цей тип ДМ відповідає англомовному терміну  SOHO network.
Квартирна мережа може бути основою для розумного дому.

### Власне будинкова мережа
Об'єднує користувачів кількох комп'ютерів, добровільно прагнуть обмінюватися інформацією і здешевити доступ до інтернету. Зважаючи на добровільність, не обов'язково всі наявні в зоні охоплення ДС комп'ютери до неї підключені. Така мережа зазвичай охоплює кілька під'їздів житлового будинку, частіше будинок цілком, а нерідко і кілька близько розташованих житлових будинків або інших будівель. Студентські гуртожитки часто охоплюються будинковими мережами. Зона охоплення мережі визначається головним чином розташуванням комутаторів. Кожна будівля має мінімум один комутатор Ethernet, між собою будівлі найчастіше з'єднані підвісними лініями. Юридична основа існування такої мережі може бути різною: або ніякої, або добровільним некомерційним об'єднанням користувачів, або приватним комерційним підприємством.

### Локальна мережа ISP
Технологічно схожа на попередній тип, хоча охоплює зазвичай одна будівля. Такі мережі іноді будуються або купуються деякими широкосмуговими ISP для залучення клієнтської бази і здешевлення собівартості доступу в Інтернет (див. Остання миля). Складається з власне мережі та порту (каналу) доступу в Інтернет. Юридично зазвичай належить самому ISP,
хоча бувають випадки що мережа залишається у власностіколективу абонентів, якому ISP забезпечує доступ в Інтернет за договором.

### Ethernet Provider
Великі, що об'єднують багато будинків і налічують від 70 користувачів мережі є зазвичай комерційними юридичними особами, надають послуги зв'язку за абонентську плату. У таких мережах нерідко зустрічаються маршрутизація і VPN. Також намічається тенденція до розширення набору послуг у таких мережах: деякі провайдери вже з середини 2006 року надають послуги перегляду цифрового телебачення.

## Поширення
«Квартирні» мережі поширені по всій країні. Інші 3 типу найширше поширені у великих містах, хоча зустрічаються і в густонаселених районах менш великих міст. У Західній Європі і на американському континенті ДС розвинені слабко.